# Synagoge (Kutná Hora)
Koordinaten: 49° 56′ 51,5″ N, 15° 15′ 50,5″ O

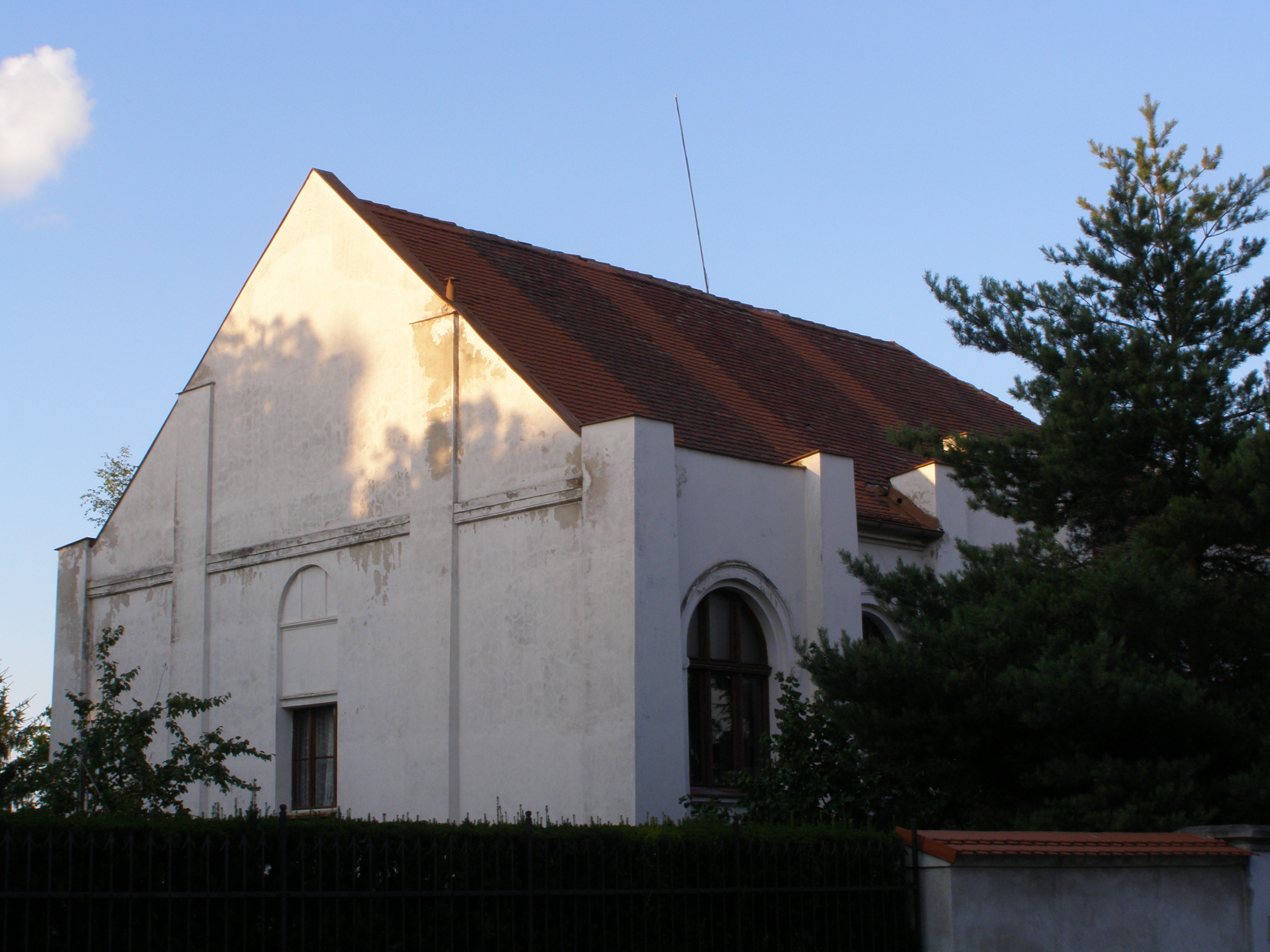
Synagoge in Kutná Hora

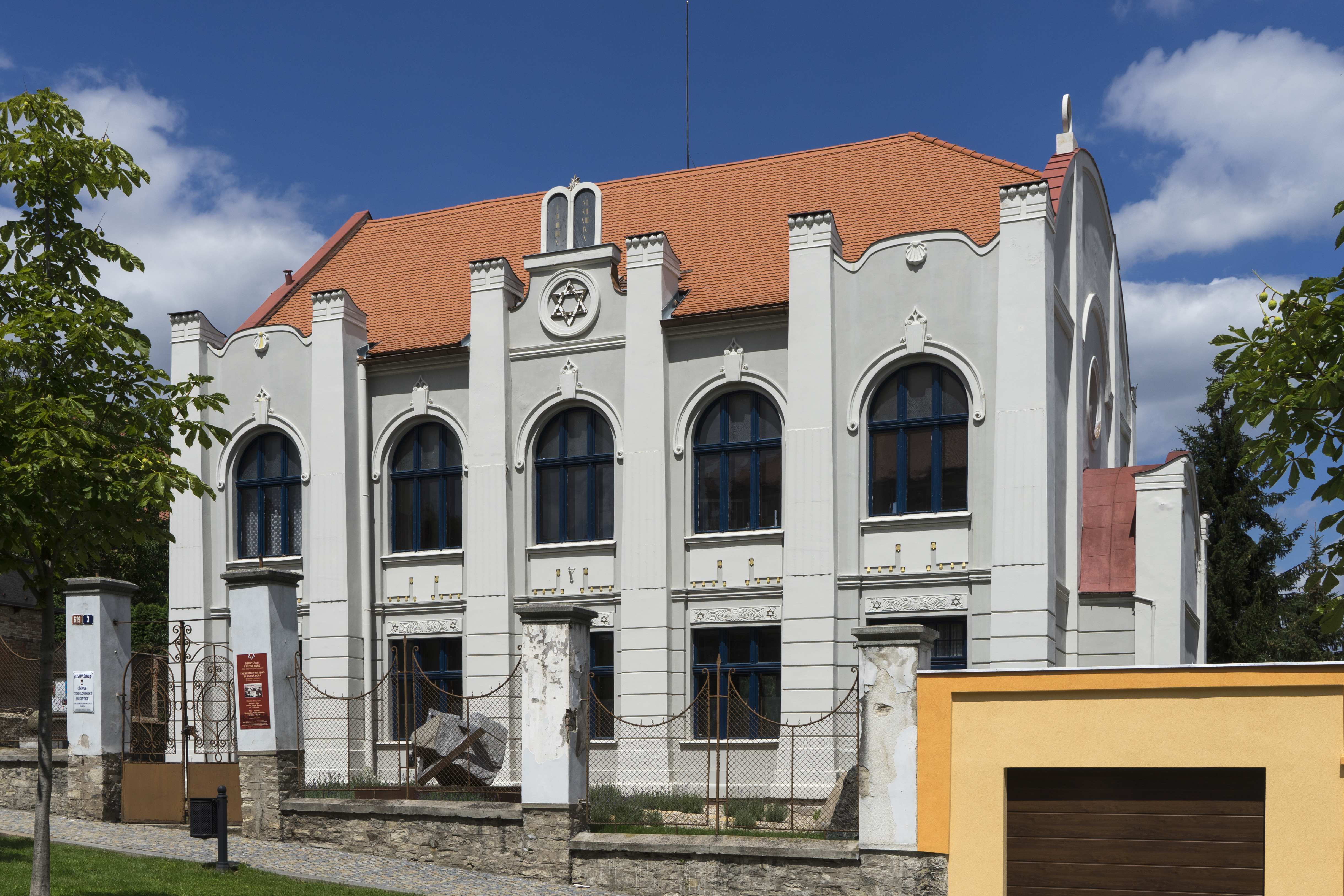
Seitenansicht

Die Synagoge in Kutná Hora (deutsch Kuttenberg), einer tschechischen Stadt im mittelböhmischen Okres Kutná Hora, wurde 1902 errichtet. Die profanierte Synagoge ist seit 2015 ein geschütztes Kulturdenkmal.
Die Synagoge im Jugendstil wurde nach Plänen des Architekten Bohuslav Moravec erbaut. Im Jahr 2008 wurde vor der Synagoge ein Holocaust-Denkmal des Künstlers Aleš Veselý errichtet. Das Gebäude wird heute als Gotteshaus der Hussitischen Kirche genutzt.